# Арамашка
Арамашка — река в России, протекает по Артёмовскому району Свердловской области. Устье реки находится в 100 км по левому берегу реки Реж около деревни Мироново. Длина реки — 12 км.
Система водного объекта: Реж → Ница → Тура → Тобол → Иртыш → Обь → Карское море.

## Данные водного реестра
По данным государственного водного реестра России относится к Иртышскому бассейновому округу, водохозяйственный участок реки — Реж (без реки Аять от истока до Аятского гидроузла) и Нейва (от Невьянского гидроузла) до их слияния, речной подбассейн реки — Тобол. Речной бассейн реки — Иртыш.
Код объекта в государственном водном реестре — 14010501812111200006853.